# Geschlecht (algebraische Kurve)
In der Mathematik ist das Geschlecht algebraischer Kurven eine Invariante.
Es ist definiert als 
{\displaystyle g:=\dim H^{1}(X,{\mathcal {O}}_{X})},
wobei {\displaystyle X} die algebraische Kurve, {\displaystyle {\mathcal {O}}_{X}} die Garbe ihrer holomorphen Funktionen und {\displaystyle H^{1}} die erste Garbenkohomologie ist. Diese ist für eine projektive Kurve stets endlich-dimensional.
Für eine in der projektiven Ebene durch ein Polynom vom Grad {\displaystyle d} gegebene Kurve ist
{\displaystyle g={\frac {(d-1)(d-2)}{2}}-s,}
wobei {\displaystyle s} die (mit Vielfachheiten gezählte) Anzahl der Singularitäten ist.
Für eine singularitätenfreie algebraische Kurve stimmt das Geschlecht mit dem topologischen Geschlecht der entsprechenden Riemannschen Fläche überein. 
Algebraische Kurven vom Geschlecht {\displaystyle 0} sind rationale Kurven.
Algebraische Kurven vom Geschlecht {\displaystyle 1} sind Elliptische Kurven. 
Es gibt verschiedene Verallgemeinerungen des Geschlechts für algebraische Flächen, darunter das in Analogie zum Geschlecht Riemannscher Flächen definierte geometrische Geschlecht {\displaystyle p_{g}} und das in Analogie zum Geschlecht algebraischer Kurven definierte arithmetische Geschlecht {\displaystyle p_{a}}. Die Differenz {\displaystyle p_{g}-p_{a}} ist eine topologische Invariante und verschwindet für singularitätenfreie Flächen.